# Tourville-sur-Pont-Audemer
Tourville-sur-Pont-Audemer är en kommun i departementet Eure i regionen Normandie i norra Frankrike. Kommunen ligger i kantonen Pont-Audemer som tillhör arrondissementet Bernay. År 2022 hade Tourville-sur-Pont-Audemer 722 invånare.

## Befolkningsutveckling
Antalet invånare i kommunen Tourville-sur-Pont-Audemer
Referens:INSEE